# 웨이다쉰
웨이다쉰(중국어 간체자: 魏大勋, 정체자: 魏大勛, 병음: Wèi Dàxūn, 한자음: 위대훈, 1989년 4월 12일~)은 중화인민공화국의 배우이다.

## 학력
- 중앙희극학원 학사

## 작품 목록

### 드라마
- 2013년 저장 위성 텔레비전 중국람극장 《금야천사강림》 - 제진북 역
- 2014년 동방 위성 텔레비전 동방극장 《일과 이분의 일, 여름》 -  마준재 역
- 2016년 후난위성텔레비전 금응독파극장 《인위애정유행복》 - 구양천우 역
- 2016년 후난위성텔레비전 청춘진행중 《상애천사천년 2: 달빛 아래의 교환》 - 장지강 역
- 2017년 유쿠 웹드라마 《선육노사》 - 바오즈 역
- 2018년 유쿠 웹드라마 《북경여자도감》 - 양다허 역
- 2018년 동방 위성 텔레비전 주파극장 《청춘경사》 - 탕이쇼우 역
- 2020년 텐센트 웹드라마 《특공병요》 - 장즈모 역
- 2020년 저장 위성 텔레비전 중국람극장 《평범적영요》 - 학수 역
- 2021년 후난위성텔레비전 금응독파극장 《애적이상생활》 - 단서 역
- 2022년 CCTV-8 황금강당극장 《관우당의생적일절》 - 예의밍 역
- 2022년 아이치이 웹드라마 《초시공대완가》 - 장예 역
- 2022년 아이치이 웹드라마 《인생약여초견》 - 양카이즈 역
- 2023년 후난위성텔레비전 금응독파극장 《아적인간연화》 - 멍옌천 역

### 영화
- 2015년《너의 손을 잡고 싶어》
- 2016년《치자나무 꽃 핀다》

## 수상
- 2015년 《2015 패션스타쇼 년도스타쇼 인물어워즈 연도풍상신인상》